# Wimmersperg Spz-kr
La Spz (probabilmente abbreviazione di Spielzeug, giocattolo) era una famiglia di fucili d'assalto tedeschi progettati durante gli ultimi giorni della seconda guerra mondiale e rimasti alla fase prototipica.

## Descrizione
L'impostazione generale dell'arma è largamente basata su componenti della pistola mitragliatrice inglese Sten Mk II, prodotto già dalla Mauser come copia Gerät Potsdam, soprattutto per quanto riguarda il castello ed il calcio. Il caricatore ed il relativo sistema di sgancio erano mutuati dal StG 44, così come le barre metalliche per le canne. Furono progettate tre varianti. La Spz-l (Lange Bauart, variante lunga) era di design tradizionale, con impugnatura a pistola separata, mentre sulla Spz-kv (kurze Bauart mit Verschlußzündung, variante corta sparante ad otturatore aperto) e sulla Spz-kr (kurze Bauart mit Regler für Serienfeuer, variante corta con selettore di raffica controllata) il caricatore costituiva l'impugnatura anteriore. Il Spz-l ed il Spz-kr sparavano tramite cane, il Spz-kv tramite percussore. In tutte e tre le varianti l'azionamento era a sottrazione di gas, con canna rapidamente sostituibile, dotati di selettore di fuoco. Il tiro a singolo colpo veniva ottenuto tirando il grilletto a metà corsa, mentre tirandolo completamente l'arma sparava a raffica controllata. Da notare come questa soluzione precorresse quelle adottate sulla moderna serie di fucili Steyr AUG.
Nei documenti degli archivi ufficiali delle forze armate e delle industrie belliche tedesche non esiste traccia di queste armi. Tuttavia von Wimmisperg ebbe contatti con Mauser, Simson e Fokker per altri suoi progetti.
L'austriaco Heinrich von Wimmersperg dopo la guerra si trasferì a Detroit. Negli ultimi anni della sua vita brevettò alcuni sistemi di ritenuta per bambini.